# 送り狐
送り狐（おくりぎつね）は、群馬県桐生市梅田町浅部字栗生に伝わる化け狐の童話。

## 内容
その昔、この地に化け狐が住んでおり、夜な夜な一つ目小僧や大入道に化けて人々を脅していた。ある者は化かされたことで病気になって寝込んでしまったほどだった。
ある夜に山伏が夜道を歩いていると、狐が大木に化けて道を塞いでいた。山伏は狐だと見破り、仙術で変化（へんげ）を破って通り過ぎた。
狐はそのままその場所で動けなくなり、翌朝になって人々に見つかり、縛り上げられてしまった。皆が化かされた怨みを込め「狐汁にしてしまえ」などと騒いでいると山伏がやって来て、狐に「良いことをすれば良いことがあるが、悪さをすればこのように悪い目に遭う」と諭した。そして山伏は狐に、夜道を歩く人々の道案内をすることを勧め、命を助けて山へ返した。
以来、狐は夜道の守り神となり、人々が迷ったり危ない目に遭ったりしないよう、姿を消し、その人にしか聞こえない声で道を教え、無事に送り届けるようになった。以来、その辺りでは誰も夜道に迷わなくなり、送ってもらった人々は感謝の意を込め、狐の好物の油揚げや赤飯を供えた。いつしか誰となく狐を「送り狐」と呼んだという。